# پیرو توسکانی
پیرو توسکانی (ایتالیایی: Piero Toscani; ۲۸ ژوئیهٔ ۱۹۰۴ – ۲۳ مهٔ ۱۹۴۰) بوکسور اهل ایتالیا بود.